# Concilio de Constantinopla III
El Tercer Concilio de Constantinopla, celebrado del 7 de noviembre de 680 al 16 de septiembre de 681, considerado como el Sexto Concilio Ecuménico. También recibe el nombre de Concilio Trullano en alusión a la sala del palacio imperial donde se realizó, que llevaba el nombre de trullos (cúpula). Muchos entienden por "Concilio Trullano" o "Concilio Trulano" el Concilio Quinisexto del 692, y por eso los que dan este nombre al Concilio de 680–681 aplican al de 692 la denominación "Segundo Concilio Trullano".
Fue convocado por el emperador romano de oriente Constantino IV, y presidido por él en persona. Los principales protagonistas fueron Constantino IV y el patriarca Sergio; también dos Papas: San Agatón y León II. 
El motivo de convocar el concilio, desde el punto de vista doctrinal, fue el problema de la herejía del monotelismo, que admitía en Cristo una sola voluntad y una sola operación o principio de operación, a saber: la divina. Es un sucedáneo del monofisismo que solo admite en el hombre-Dios una sola naturaleza: el Logos. Es aceptado por la Iglesia católica, la Iglesia ortodoxa, el luteranismo y la Comunión anglicana, así como algunas Iglesias protestantes.

## Contexto doctrinal, político y eclesiástico
El año 553 el Segundo Concilio de Constantinopla había reinterpretado el Concilio de Calcedonia. Rebatiendo la doctrina de Cirilo de Alejandría, se acentuó la unidad de la persona divina del Hijo de Dios hecho hombre. Desde el punto de vista teológico, el partido monofisita, hacia el cual se inclinaban sobre todo los monjes, había querido condenar una vez más al nestorianismo. Temiendo que se reforzara se asieron a la doctrina de la mia physis, “una sola naturaleza”, muy difundida en Egipto. Al mismo tiempo, intentaban alcanzar la paz ideológica dentro de un Imperio cada vez más heterogéneo, en donde la lengua y la filosofía griega no habían circulado con la fluidez necesaria para comprender conceptos tan elaborados como los cristológicos. 
Durante esta época, el acentuado intervencionismo de los emperadores y de su corte (incluidas las consortes) en las cuestiones dogmáticas terminaban mezclando el debate político con las cuestiones de doctrina teológica. No se puede olvidar que en un sistema teocrático como el bizantino, la unidad política depende de la unidad religiosa; y esta unidad religiosa es buscada acudiendo a una formulación dogmática de compromiso. La tendencia de los sucesores de Justiniano —tanto Zenón (474-475, 476-491) como Justino II (565-578) que condenaba los Tres Capítulos— fue, en efecto, la de buscar soluciones intermedias que, a la larga, favorecieron la vuelta a escena de los obispos, teólogos y monjes monofisitas que existían. Tales directrices llegaron poco antes de la ocupación persa, que redujo notablemente el control bizantino sobre Asia Menor, Siria y Egipto. El emperador Heraclio (610-641), al recuperar los territorios perdidos, encontró varios focos de monofisismo entre las comunidades cristianas. Allí no había llegado la reflexión cristológica, madurada y concluida en Calcedonia, ni se habían conocido las nuevas fórmulas dogmáticas. Los hechos obligaban a buscar una solución que pacificara las zonas recuperadas, favoreciendo una vuelta a la doctrina monofisita.
Para poner fin a las polémicas, Sergio (610-638), patriarca de Constantinopla, propuso una nueva doctrina, a la cual se adhirió también el emperador Heraclio. La tesis del patriarca Sergio intentaba ser una vía intermedia y según ésta en Jesús se dan, ciertamente, dos naturalezas inconfusas pero un solo tipo de operaciones (monoenergeia). Más tarde terminó atribuyendo a Jesús también una única voluntad (monotelismo), porque la voluntad humana de Jesús estaría movida por su voluntad divina de tal modo que la voluntad humana sería totalmente pasiva, sin producir un propio querer humano. Heraclio por su parte, a medida que avanzaba su campaña militar, había iniciado los trámites para alcanzar la unidad con la iglesia armena, presente en Siria y Egipto, mediante la doctrina de una nueva fórmula: el único y mismo Cristo operante “con la única energía teándrica”. Ciro, electo patriarca de Alejandría en 631, se empeñó en tal meta, a la cual también se unió desde Roma el papa Honorio.
Aunque parecía un simple acuerdo, rápidamente encontró obstáculos, tanto en los monofisitas de Siria como en los calcedonenses en Egipto. El monje Sofronio, elegido patriarca de Jerusalén en 634, atacó duramente tal solución, pues iba en detrimento de los logros doctrinales de Calcedonia. También el papa Honorio terminó apoyando esta postura. Entonces el patriarca Sergio presentó una nueva solución, por la cual, prescindiendo de la energía, afirmaba la presencia en Cristo de una sola voluntad; es decir, el monotelismo.
La nueva doctrina, sostenida en Bizancio por la Iglesia y el Estado, fue condenada por el emperador por medio del edicto Ekthesis del 638, que debería constituir la nueva carta de la unidad religiosa del Imperio. En realidad, a pesar del inicial consenso del sucesor de Sergio, del patriarca Pirro y del papa Honorio, la solución fue rechazada por todos y se dejó, como las intentos precedentes, en un mero acuerdo. No se había podido sanar la división religiosa. Mientras tanto, eliminada la fuerza que contenía a los persas, Heraclio abría una brecha para la expansión islámica, que se extendía con una fuerza incontrolable.
Por otra parte, entre política y religión, el Imperio bizantino tenía bastantes problemas para resolver y, por una tradición arraigada, el emperador continuaba prestando una particular atención a solucionar los asuntos doctrinales de la vida cristiana. A propósito del monotelismo, la disputa teológica, bastante agudizada en Constantinopla, se trasplanto a África, donde había terminado exiliado el patriarca Pirro. En la capital, en efecto, los eventos políticos posteriores a la muerte de Heraclio no maduraron bajo el signo de la paz social. Muerto el primogénito Constantino y depuesto el siguiente heredero, la situación política estaba bajo el control del senado, que quería acrecentar su propio papel dentro del Estado y de la corona. Constante Pogonato, hijo de Constantino, nuevo basileus, se encontró, además de los tradicionales enemigos, los Eslavos, que le acosaban por la espalda, con el deber de hacer frente a los árabes, ya en posesión de las provincias orientales del Imperio. Por lo demás, en aquellas regiones la división teológica fragmentaba la resistencia militar: basta pensar que en Alejandría el patriarca monofisita Benjamín se sometió espontáneamente a los Árabes, declarándose en contra de Bizancio.
En este contexto adquiere relieve la figura de San Máximo el Confesor, que, siendo solo un monje, pero con gran autoridad teológica, entró en la controversia monotelita y monoenergita, antes en África y finalmente en Roma y Constantinopla.
En el año 645, en Cartago, el patriarca monotelita de Constantinopla, Pirro, exiliado, realizó un debate público con Máximo ante Gregorio, prefecto de África, muchos obispos, eclesiásticos y otras personalidades. La Disputatio cum Pirrho ofrece una idea de la complejidad del problema cristológico, pero también ilustra como para Máximo, si Jesucristo era el nuevo principio de la vida del cristiano, necesariamente Él era verdadero Dios y hombre completo. Probablemente Máximo estaba convencido de que detrás de las proposiciones controversiales renacían los problemas dramáticos de Nicea y Calcedonia: en Cristo existían dos naturalezas y por tanto eran consecuentes dos voluntades y dos modos de obrar, o energías; sin embargo, la facultad de querer pertenece a la naturaleza; el hecho de elegir y de querer es propio de la persona, por lo tanto, en Cristo, el Logos inclina las determinaciones del querer (querer gnómico) y guiaba la voluntad humana junto a la divina dejando fuera el pecado y el error.
A comienzos del 646, el suceso de la argumentación de Máximo indujo a varios obispos africanos a convocar un sínodo, condenando como herético el monotelismo sostenido por el patriarca y el gobierno bizantino. La situación se hizo más crítica cuando el prefecto Gregorio se rebeló contra el Emperador sin tomar en cuenta la amenaza árabe que se cernía sobre la costa africana desde la conquista de Alejandría en el 642. Casualmente en el 647 los árabes asaltaron el territorio de norte de África. El perfecto perdió la vida en la batalla y la estructura del imperio se debilitó más aún. Los hechos acaecidos eran una prueba de lo peligroso de las fracturas teológicas en el Imperio. Según el punto de vista desde el que se vea el problema, se podría inculpar a unos y otros de los dos partidos; aun así, si se tiene presente el valor de una cristología ortodoxa, la cual ha quedado como baluarte del sentido más genuino de la tradición salvífica, se debe decir que el partido de Máximo garantizaba mejor tales valores fundamentales cristianos: era lo mismo que paso en Nicea y Calcedonia.
El Emperador, con el Typos de 648, prohibió más discusiones sobre el problema de la energía y de la voluntad de Cristo, aboliendo el Ekthesis (exposición) y trasladando las discusiones a su punto de partida. La disputa, entonces, se complicó en Roma, a donde Máximo se trasladó con el patriarca Pirro. Es interesante subrayar su veneración por aquella sede, que él consideraba la única base y fundamento de todas la Iglesias de la tierra, a la que Jesús había concedido las llaves del poder universal sobre la ortodoxia de la fe.
Un motivo más de dificultad apareció en el 649. El papa Martín reunió en Roma un sínodo, en el cual fueron rechazados tanto el Ekthesis como el Typos y fue definida la doctrina de las dos voluntades en Cristo, excomulgándose a los patriarcas Sergio, Paolo, Porro y Ciro. El emperador reaccionó haciendo capturar al Papa y trasladándolo a Bizancio, donde fue procesado y exiliado al Quersoneso. Allí murió el 16 de septiembre de 655. La misma suerte compartió Máximo, hecho prisionero y conducido a la capital. El año de la muerte del Papa sufrió un juicio que le procuró el exilio. Procesado más adelante, por no adherirse a la voluntad imperial, luego de numerosas travesías, murió martirizado en Lazica el 13 de agosto de 662.
Si bien Máximo desapareció bajo el poder imperial, sus ideas continuaron viviendo en las disputas teológicas de los siglos sucesivos. El emperador murió asesinado, en Sicilia, en Siracusa. Durante el período de su sucesor, Constantino IV (668-685), los árabes aparecieron una vez más en Asia Menor; en el 674 atacaron Constantinopla asediándola reiteradamente sin conseguir conquistarla. La resistencia de la capital significó un cambio histórico en la lucha contra el islam, acrecentando el prestigio de Bizancio. Sin bien la capital no había caído, gran parte del territorio estaba en manos de los árabes, sobre todo aquellos que simpatizaban, primero con el monofisismo y después con el monotelismo. La Iglesia monofisita, jacobita y monotelita, bajo el dominio árabe no constituyeron más un problema para el Imperio.

## Preparación, desarrollo y conclusión del concilio
El emperador Constantino IV Pogonato, ya en el año 679 había enviado una carta al papa Dono (676-678), en la cual le solicitaba que enviara a Constantinopla una delegación de obispos, pero la carta llegó cuando el Papa había muerto. Su sucesor Agatón (678-681) envió la delegación hasta el año 680, conformada por tres obispos italianos, tres apocrisiarios pontificios, un representante del arzobispo de Ravena y cuatro monjes de los conventos griegos de occidente.
El 10 de septiembre, Constantino IV ordenó al patriarca Jorge que convocará a Concilio a los obispos de su patriarcado y que enviara entre ellos a Macario I, patriarca de Antioquía, que se encontraba en Constantinopla con sus obispos. El 7 de noviembre, en la gran sala de la cúpula del palacio imperial se abrió el concilio, que en los discursos fue definido como ecuménico. Constantino IV, flanqueado por sus oficiales y senadores, asistió personalmente a las primeras once asambleas, de las cuales la última tuvo lugar el 20 de marzo de 681. El protocolo requería que todas las intervenciones fueran dirigidas al emperador o a sus representantes. Participaron en el concilio, además de la delegación papal, Macario I, que era un enardecido monotelita, los representantes delegados de los patriarcas de Jerusalén y de Alejandría y los obispos del Ilírico oriental y de todas las regiones del imperio, cuyo número varía de una sesión a otra; sin embargo, la profesión de fe final fue firmada por 161 obispos y por dos diáconos representantes de sus respectivos obispos. Largas fueron las discusiones de carácter dogmático.

### Primera sesión
Durante la primera sesión los legados romanos preguntaron al Emperador por el origen de la doctrina sobre una única voluntad y actividad en Cristo. El emperador dio la palabra a. Conocían el deseo del emperador de reconciliarse con Roma. Arguyeron las actas de supuestos concilios en que se apoyaban y que estarían en consonancia con Roma.

### Segunda sesión
A petición del Emperador, fueron leídas las actas de Éfeso y las de Calcedonia. La lectura fue interrumpida por la objeción de los legados pontificios a una interpretación incorrecta de un texto de Cirilo de Alejandría. El Padre de la Iglesia hablaba de dos actividades naturales, sin confusión ni división. Esta intervención abrió un diálogo entre el Emperador y Macario respecto a la referencia a dos actividades naturales y no a una. Macario se defendió argumentando que incluso el papa León no llegaba hablar de dos actividades y que la actividad a la que él se refería sería una sola operación divino-humana. Teófano, uno de los mejores teólogos del concilio, invitó a Macario y su discípulo Esteban a que descubrieran detrás de la voluntad natural la referencia a la humanidad de Cristo. Esteban replicó que tal voluntad de Cristo no sería otra que una voluntad electiva y autodeterminante como la que poseía Adán antes de la caída. Según su punto de vista, Adán, como cocreador junto a Dios, tenía una única voluntad co-sustancial a la de Dios. Se trataba de una aproximación al problema equiparando la naturaleza humana de Cristo a la situación de Adán antes de la caída, puesto tal sería la naturaleza humana que asumió el Verbo en vistas a preservarla del pecado original.

### Tercera sesión
Se abrió (13 de noviembre), una vez más, leyendo las actas de un Concilio Ecuménico, en este caso, el quinto, celebrado en Constantinopla. El libellus resultó estar adulterado, al comienzo se habían incluido cuatro páginas que no correspondían a la fecha del documento. Como tal añadidura no sostenía la postura de Macario, el Emperador permitió que la contienda teológica siguiera adelante.
El 7 de diciembre se suspendieron las sesiones y no se reanudaron sino hasta el mes de febrero. 
En la octava sesión (7 de marzo), el patriarca Jorge se adhirió a la doctrina de las dos voluntades. Macario, si bien desde el principio había negado tal doctrina, admitió en la novena sesión que había mutilado el texto en el que se apoyaba. Durante esa sesión fue depuesto, junto a su discípulo, el abad Esteban. Durante la decimotercera sesión, el 28 de marzo de 681, el concilio declaró que era necesario borrar de los frontispicios además de Macario y Esteban, a los patriarcas de Constantinopla Servio, Pirro, Pablo II, Pedro, el patriarca de Alejandría, Ciro, el obispo de Farán, Teodoro, y, finalmente, al papa Honorio. 
Durante esta misma sesión, examinadas las cartas dogmáticas escritas por Sergio, en su tiempo patriarca de esta ciudad [Constantinopla]..., tanto a Ciro que entonces era obispo de Fasi, como a Honorio que era obispo de la antigua Roma y la carta [Scripta fraternitatis, del año 634] con la cual este último, es decir Honorio, respondió a Sergio, se les condenó como heréticas.
El emperador asistió a la decimoctava sesión, que se tuvo el 16 de septiembre, en la cual se recitó una profesión de fe en que los padres conciliares decían:

Predicamos igualmente en Él [Cristo] dos voluntades naturales o quereres y dos operaciones naturales, sin división, sin conmutación, sin separación, sin confusión, según la enseñanza de los santos Padres; y dos voluntades, no contrarias (...) sino que su voluntad humana sigue a su voluntad divina y omnipotente, sin oponérsele ni combatirla, antes bien, enteramente sometida a ella. Era, en efecto, menester que la voluntad de la carne se moviera, pero tenía que estar sujeta a la voluntad divina del mismo (...). Porque a la manera que su carne dice y es carne de Dios Verbo, así la voluntad natural de su carne se dice y es propia de Dios Verbo, como Él mismo dice: «Porque ha bajado del cielo, no para hacer mi voluntad, sino la voluntad del Padre, que me ha enviado» [Jn 6, 38], llamándola suya la voluntad de la carne, puesto que la carne fue también suya (...) Glorifiquemos también dos operaciones naturales, sin división, sin conmutación, sin separación, sin confusión, en el mismo Señor nuestro Jesucristo, nuestro verdadero Dios, esto es, una operación divina y otra operación humana (...) Porque no vamos a admitir una misma operación natural de Dios y de la criatura, para no levantar lo creado hasta la divina sustancia ni rebajar tampoco la excelencia de la divina naturaleza al puesto que conviene a las criaturas

El concilio, al final, dirigió un homenaje al emperador y envió una carta al papa Agatón. Después que los legados del papa volvieron de Constantinopla a Roma, León II envió varias cartas proclamando la validez del concilio. Escribió al emperador la denominada Regí regum, de aproximadamente agosto de 682; y también a España, a los obispos —Cum diversa sint— y al rey Ervigio—.Cum unus exset—
En otra carta denominada Fides papae, recogida en el Liber diurnos Romanorum pontificum, se propone como declaración de fe la condena del papa Honorio que dice [Patres Concilii] auctores vero novi dogmatis Sergium, Pyrrhum... una cum Honorio, qui pravis eorum adsertionibus fomentus impendit, ...nexu perpetue anathematis devinxerunt; pero [los Padres conciliares] ataron con el lazo del anatema perpetuo a los autores de la nueva doctrina, Sergio y Pirro, ...juntamente con Honorio, que concedió su favor a las depravadas afirmaciones de ellos . Respecto al papa Honorio, León II dejó claro en su carta al emperador el motivo de la condena: no habiéndose esforzado para hacer resplandecer la fe apostólica, permitió que esta fe inmaculada fuese mancillada.
En 692 se celebró el Segundo Concilio Trullano, que emitió 102 cánones disciplinares. Tuvo gran aceptación en oriente, como complemento de los dos anteriores de Constantinopla. No tuvo la misma acogida en occidente a causa del viejo canon 28 de Calcedonia, en donde se equiparaba Constantinopla a Roma en importancia política y la incipiente doctrina sobre el celibato sacerdotal.

## Aportación doctrinal del concilio
El aporte fundamental del Tercer Concilio de Constantinopla fue la definición dogmática respecto a las voluntades y operaciones de Jesús. Este Concilio cierra, por así decirlo, el ciclo de los concilios cristológicos. Es, a la vez, continuación de los concilios anteriores. Esto se ve especialmente cuando aplica a las voluntades y a las operaciones de Jesús los términos que el Concilio de Calcedonia había aplicado a las dos naturalezas; es una consecuencia necesaria, ya que voluntad y operaciones son propias de las dos naturalezas. De hecho, una naturaleza humana sin una efectiva voluntad humana sería una naturaleza profundamente mermada; Cristo no sería entonces perfecto hombre.
Por otra parte, resume la doctrina sobre Cristo tal como la entendieron los Padres de la Iglesia desde los primeros tiempos. San Atanasio, comentando Mt 26, 39, dice:

Jesús manifiesta allí dos voluntades, la voluntad humana que es aquella de la carne y la voluntad divina que es de Dios; la voluntad humana pide, por la debilidad de la carne, el alejamiento del sufrimiento; sin embargo la voluntad divina está dispuesta.

Por otra parte, San Juan Damasceno dice:

Existe en Nuestro Señor Jesucristo, según la diversidad de naturalezas, dos voluntades, no contrarias. Ni la voluntad natural, ni la natural facultad de querer, ni las cosas que están naturalmente sujetas, ni el ejercicio natural de la misma voluntad, son contrarias a la voluntad divina. La voluntad divina creó todas la cosas naturales. Solamente lo que es contrario a la naturaleza lo es también a la voluntad divina, como el pecado, que Jesucristo no tomó. Más porque una es la persona de Jesucristo y uno el mismo Jesucristo, uno es también el que quiere por medio de cada una de las dos naturalezas.